# Zorra (cançó)
"Zorra" és una cançó del duo de synth-pop valencià Nebulossa, que va guanyar el Benidorm Fest 2024 i representarà Espanya al Festival de la Cançó d'Eurovisió 2024 a Malmö.

## Composició
Segons paraules dels seus autors, “Zorra” és “una cançó per a totes les que alguna vegada ens hem sentit impotents, per les oprimides, per les imparables. Per vosaltres". Utilitzen la paraula «zorra» a manera de resignificació, a més de ser una forma revaloració per la discriminació per edatisme i misogínia que Maria "Mery Bas'', la intèrpret, ha patit. La cançó va ser dedicada a «totes les Manuelas Trasobares», en referència a Manuela Trasobares, primera regidora transgènere d'Espanya, per ser algú que va lluitar per l'avenç social, especialment pel reconeixement dels drets de les persones LGBTIQ+, i ser exemple de superació i empoderament femení.

### Videoclip
A finals de 2023, Nebulossa va estrenar el videoclip de la cançó, dirigit per Laia Luch. En la producció, María "Mery" Bas vesteix un vestit vermell i cinta als cabells, fent una d'ullet a un moment viral que va protagonitzar Manuela Trasobares quan va trencar una copa durant l'emissió d'un programa a Canal Nou de València.

## Festival de la Cançó d'Eurovisió

### Benidorm Fest 2024
El Benidorm Fest 2024, un festival de cançons organitzat per RTVE per seleccionar la candidatura d'Espanya al Festival de la cançó d'Eurovisió 2022. Va tenir lloc al Palau Municipal d'Esports l'Illa de Benidorm de Benidorm, País Valencià. Setze artistes i cançons van competir en tres espectacles: dues semifinals el 30 de gener i l'1 de febrer i la final el 3 de febrer de 2024. Cada semifinal va comptar amb vuitenes cançons i quatre es van classificar per a la final. Els resultats de cada espectacle es van determinar mitjançant una combinació de votació pública, un jurat demoscòpic i un jurat d'experts.
El 3 de febrer la cançó va competir a la ronda final en el cinquè lloc, després de la cançó «Caliente» de Jorge González, i abans de «Here to Stay» de Sofia Coll. La posada en escena va tenir una il·luminació en tons vermells, imitant un bordell clandestí de l'Europa dels anys 1930, amb una decoració de llums amb serrells i un sofà circular entapissat de vellut carmesí Mery Bas va estar acompanyada de dos ballarins els qui completaven la coreografia. Després de la votació del jurat especialitzat, el demoscòpic i el vot popular, la cançó va obtenir 156 punts i va quedar en primera posició. Finalment va guanyar el festival i el duo va ser premiat amb el Micròfon de Bronze i el passi a Eurovisió 2024.
La cançó va ser la més escoltada de totes les competidores per al Benidorm Fest 2024, i va ser número 1 de la llista de temes més virals a Espanya de Spotify.